# Pahkajärvi (sjö i Norra Österbotten)
Pahkajärvi är en sjö i Finland. Den ligger i kommunen Kuusamo i landskapet Norra Österbotten, i den nordöstra delen av landet, 600 km norr om huvudstaden Helsingfors. Pahkajärvi ligger 245,2 meter över havet. Den är 10 meter djup. Arean är 65,9 hektar och strandlinjen är 4,58 kilometer lång. Sjön  ingår i Ijo älvs huvudavrinningsområde. 